# Hans Cranach

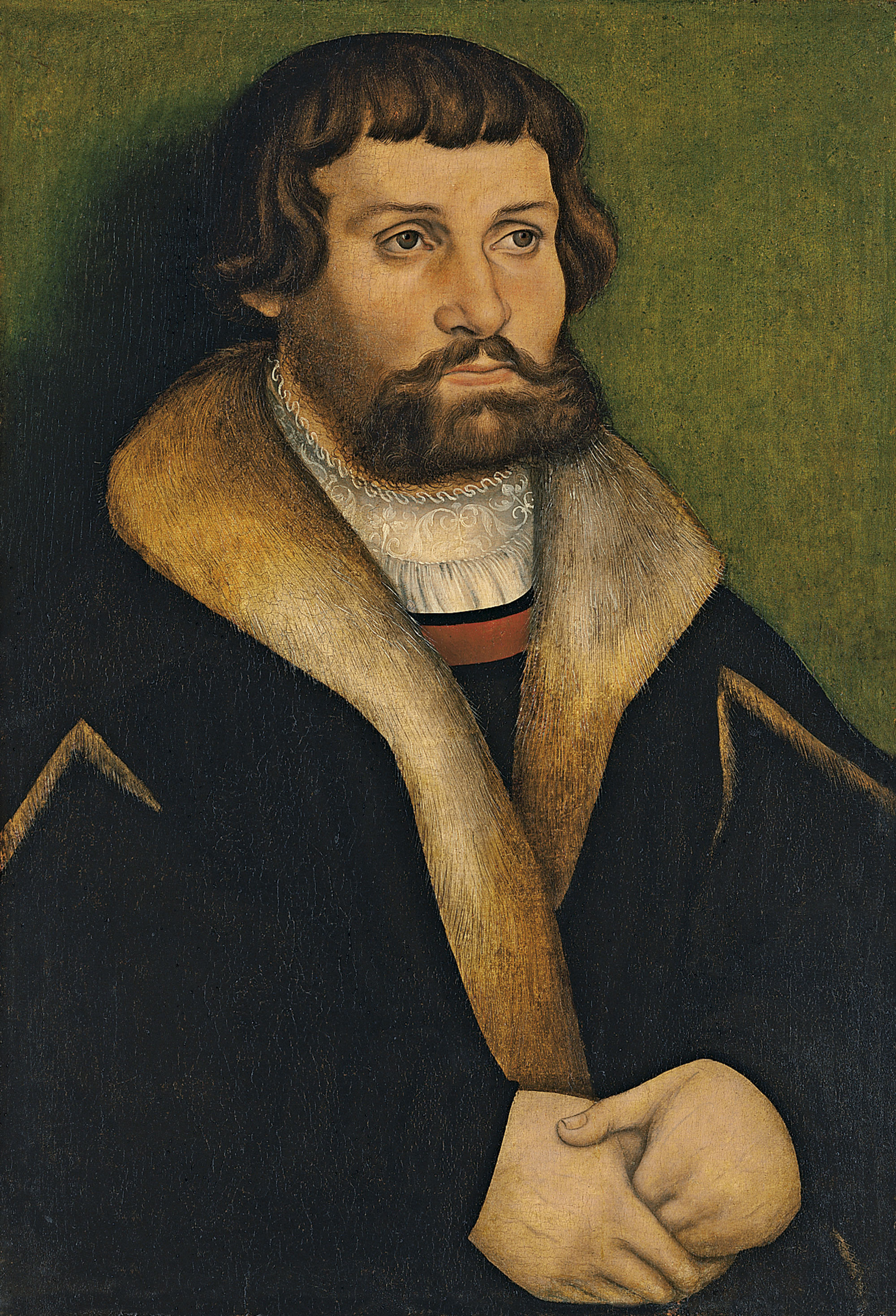
Porträtt av skäggig man (1534).

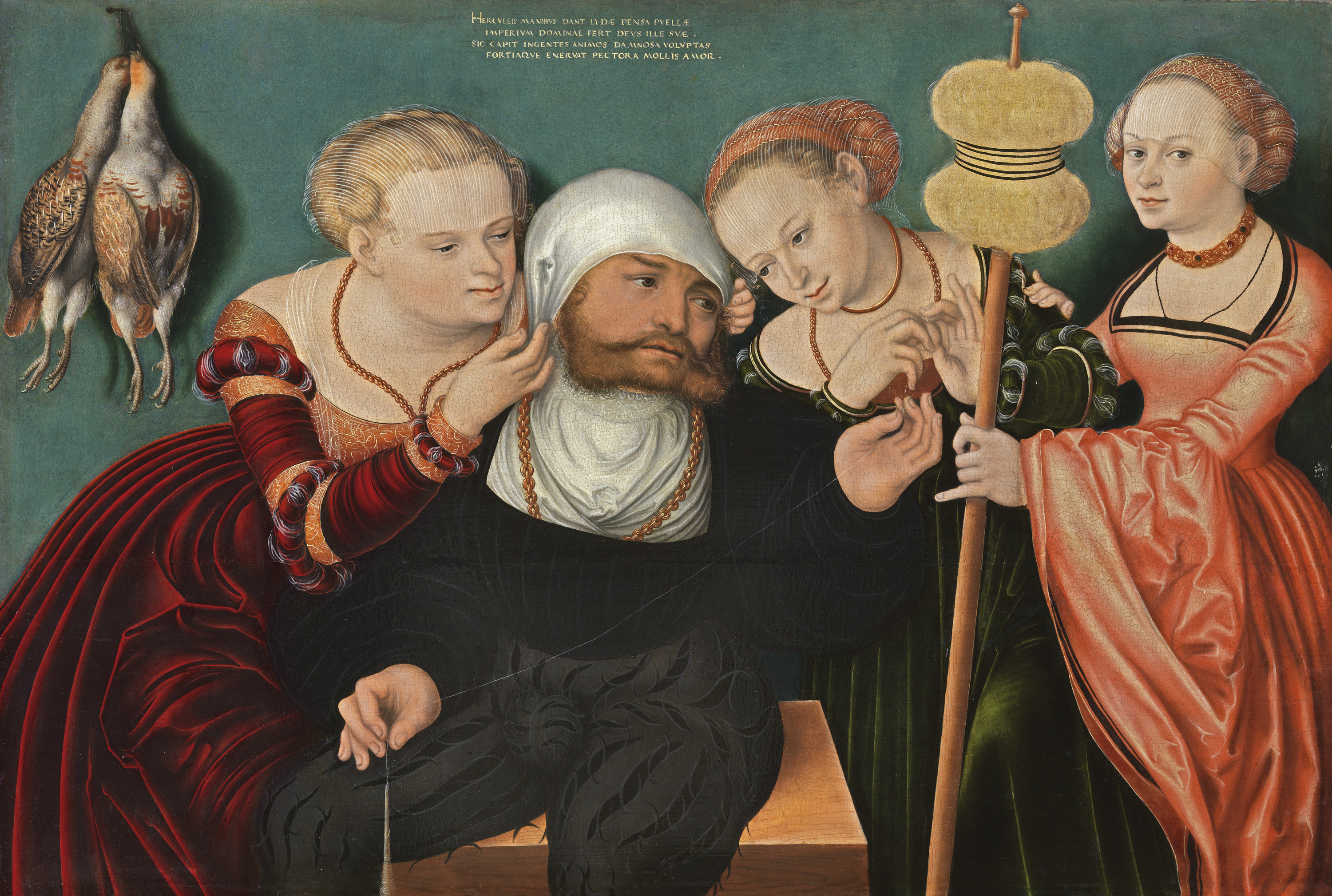
Hercules hos Omfale (1537).

Hans Cranach, född cirka 1513 (troligen) i Wittenberg i kurfurstendömet Sachsen, död 9 oktober 1537 i Bologna, var en tysk renässanskonstnär. Han var son till Lucas Cranach den äldre och bror till Lucas Cranach den yngre. 
Liksom sin bror började han tidigt arbeta i sin fars produktiva verkstad i Wittenberg. Man tror att Hans Cranach redan från 1527 målade egna verk; det är dock svårt att särskilja dem från sin fars vid denna period. Ett kvitto från 1534, där han uppges agera för sin fars räkning, visar på hög status i familjeföretaget. Omkring 1537 gjorde han en studieresa till Italien som finns dokumenterad genom hans skissbok som idag förvaras på Museum August Kestner(de) i Hannover. Den innehåller teckningar av platser han besökte och ett antal porträtt. 
Cranach dog i Bologna, och det är inte känt om detta var hans slutdestination eller om resan var planerad att fortsätta. Vid sin död skrev humanisten och poeten Johann Stigel(de) en lång dikt som hyllade hans skicklighet som målare.
Det finns bara två signerade tavlor – signaturen var hans initialer HC – som med säkerhet kan tillskrivas Hans Cranach: Porträtt av en skäggig man (1534) och Hercules hos Omfale (1537). Båda ingår i samlingarna på Museo Thyssen-Bornemisza i Madrid. Genom stilistiska jämförelser har man försökt sammanställa hans oeuvre och särskilja den från övriga konstnärer i Cranachs verkstad. Det har bland annat föreslagits att Adam och Eva på Östergötlands museum ska attribueras honom.